# Brouwerij De Schepper (Gent)
Brouwerij De Schepper is een voormalige brouwerij gelegen te Gent en was actief van rond 1688 tot 1930. 

## Geschiedenis[1]
De eerste vermeldingen van een brouwerij in de Brabantdam zijn in 1688. Dan krijgt beginnend brouwer Marius De Wilde toestemming om de houten gevel te vervangen door een stenen gevel. Uiteindelijk komt de brouwerij in de handen van de familie De Schepper. 
Een nazaat, Louis De Schepper, huwde met Anaïs Bruggeman, dochter van Pieter Bruggeman en komt zo in de firma Bruggeman.

## Bieren[3]
- Bavière
- Bock
- Double
- Pilsen